# Pékin Express : Le Passager mystère
Vous pouvez aider à l'améliorer ou bien discuter des problèmes sur sa page de discussion.
- Il n'est pas vérifiable et peut contenir des informations totalement erronées. Il est fortement conseillé aux contributeurs d'étayer son contenu par des sources fiables. Sans cela, sa suppression pourrait être envisagée. (si vous venez d'apposer le bandeau, veuillez cliquer sur ce lien pour créer la discussion et en afficher les indications). (Marqué depuis juin 2022)
- Il peut contenir un travail inédit ou des déclarations non vérifiées. Vous pouvez l’améliorer en ajoutant des références. (Marqué depuis juin 2022)

- Archive Wikiwix
- Bing
- Cairn
- DuckDuckGo
- E. Universalis
- Gallica
- Google
- G. Books
- G. News
- G. Scholar
- Persée
- Qwant
- (zh) Baidu
- (ru) Yandex
- (wd) trouver des œuvres sur Wikidata

Vous pouvez aider à l'améliorer ou bien discuter des problèmes sur sa page de discussion.
- Son texte doit être wikifié : il ne correspond pas à la mise en forme Wikipédia (style, typographie, liens internes, liens entre les wikis, etc.). (Marqué depuis juin 2022)
- Il présente trop d'images par rapport à sa longueur. Ceci va à l'encontre de l'esprit de synthèse, rend la lecture difficile, et allonge la durée de téléchargement pour les connexions lentes. Voir les recommandations sur les images. (Marqué depuis juin 2022)

 (juin 2022).
Pékin Express : Le Passager mystère, est la 8e édition du jeu télévisé Pékin Express, émission de télévision franco-belgo-luxembourgeoise de téléréalité, diffusée chaque semaine sur M6 du mercredi 25 avril 2012 au mercredi 11 juillet 2012, et la 2e édition spéciale. Elle est présentée par Stéphane Rotenberg, désigné comme directeur de course.  Ce sont Ludovic et Samuel, les frères survoltés, qui l'emportent. Ils empochent la somme de 100 000 €.

## Production et organisation
L'émission est présentée par Stéphane Rotenberg (rôle de directeur de course) et produite par Studio 89 Productions.
Cette saison fait revenir pour la première fois des candidats issus des saisons précédentes. Et pour la première fois, ce sont 8 binômes qui s'affrontent entre l'Asie et l'Océanie à travers 3 pays : la Corée du Sud, les Philippines et l'Australie. Les équipes partent avec comme promesse : « s'ils pensaient tout connaître de l'aventure... Ils se trompaient. » En effet, la mécanique du jeu change avec l'intégration des passagers mystères, qui ne sont autres que des personnalités de la chaîne M6. Le tournage a débuté le 14 janvier 2012 en Corée du Sud pour se terminer le 22 février 2012 en Australie. Sur le tournage, Stéphane Rotenberg a été victime d'un accident de la route alors qu'il enregistrait une séquence pour l'émission. Le tournage, interrompu pour la soirée, a repris dès le lendemain.
Lors des demi-finales et de la finale, l'émission est suivie en deuxième partie de soirée par Pékin Express : Ils ne vous ont pas tout dit. Ces deux soirées convient les protagonistes de l'émission à revenir, sous forme d'interview, sur leurs parcours. Les passagers mystères reviennent sur leur aventure lors de la première soirée, puis les candidats lors de la deuxième soirée.

## Le parcours
| Étapes | Pays         | Parcours                                                          | Kilomètres | Excursions               |
| ------ | ------------ | ----------------------------------------------------------------- | ---------- | ------------------------ |
| 1      | Corée du Sud | Séoul - Jeonju                                                    |            |                          |
| 2      | Corée du Sud | Jeonju - Gyeongju - Taebaek                                       | 624 Km     |                          |
| 3      | Corée du Sud | Taebaek - Mont Taebaeksan - Incheon                               | 400 Km     |                          |
| 4      | Philippines  | Salaman Beach - San Felipe - Bani - San Juan - Bangar - Cervantes | 499 Km     |                          |
| 5      | Philippines  | Cervantes - Dante - Bontoc - Sabangan - Tarlac                    | 338 Km     |                          |
| 6      | Philippines  | Magalang - Santa Juliana - Tarukan - Bamban - Capas - Quezon      | 185 Km     | Le volcan Pinatubo       |
| 7      | Philippines  | Quezon - Morong - Candelaria - Talisay                            | 331 Km     | L'île de Boracay         |
| 8      | Philippines  | Talisay - Lac Taal - Cavite - Manille                             | 123 Km     |                          |
| 9      | Australie    | Noosa - Brisbane - Byron Bay - Tamworth                           | 938 Km     | Le parc national d'Uluru |
| 10     | Australie    | Tamworth - Lightning Ridge - Bourke                               | 1173 Km    |                          |
| 11     | Australie    | Outback - Bourke - Dubbo - Katoomba                               | 740 Km     |                          |
| 12     | Australie    | Bathurst - Katoomba - Faulconbridge - Sydney                      |            |                          |

|  |

## Les paysages

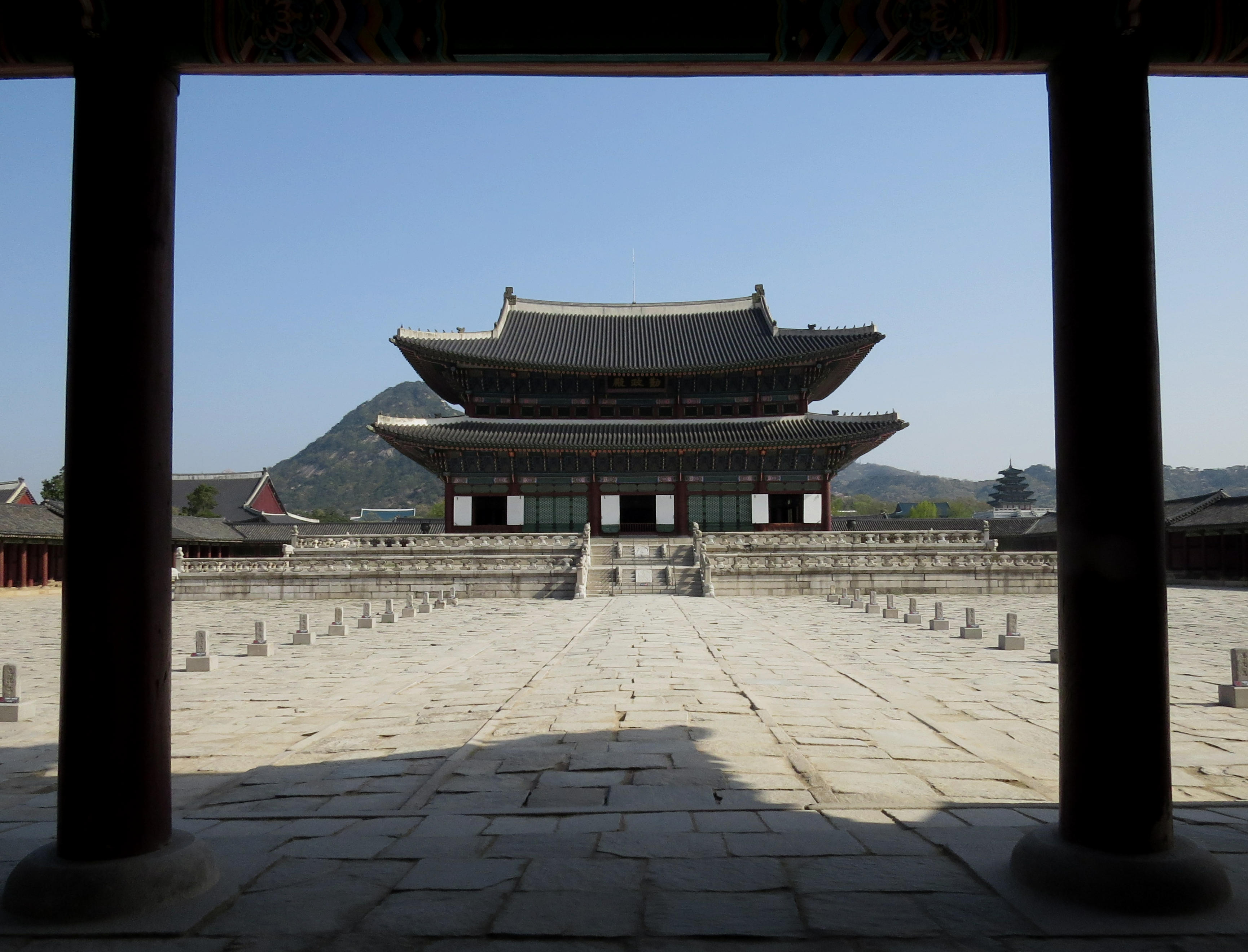
Le Gyeongbokgung - Étape 1
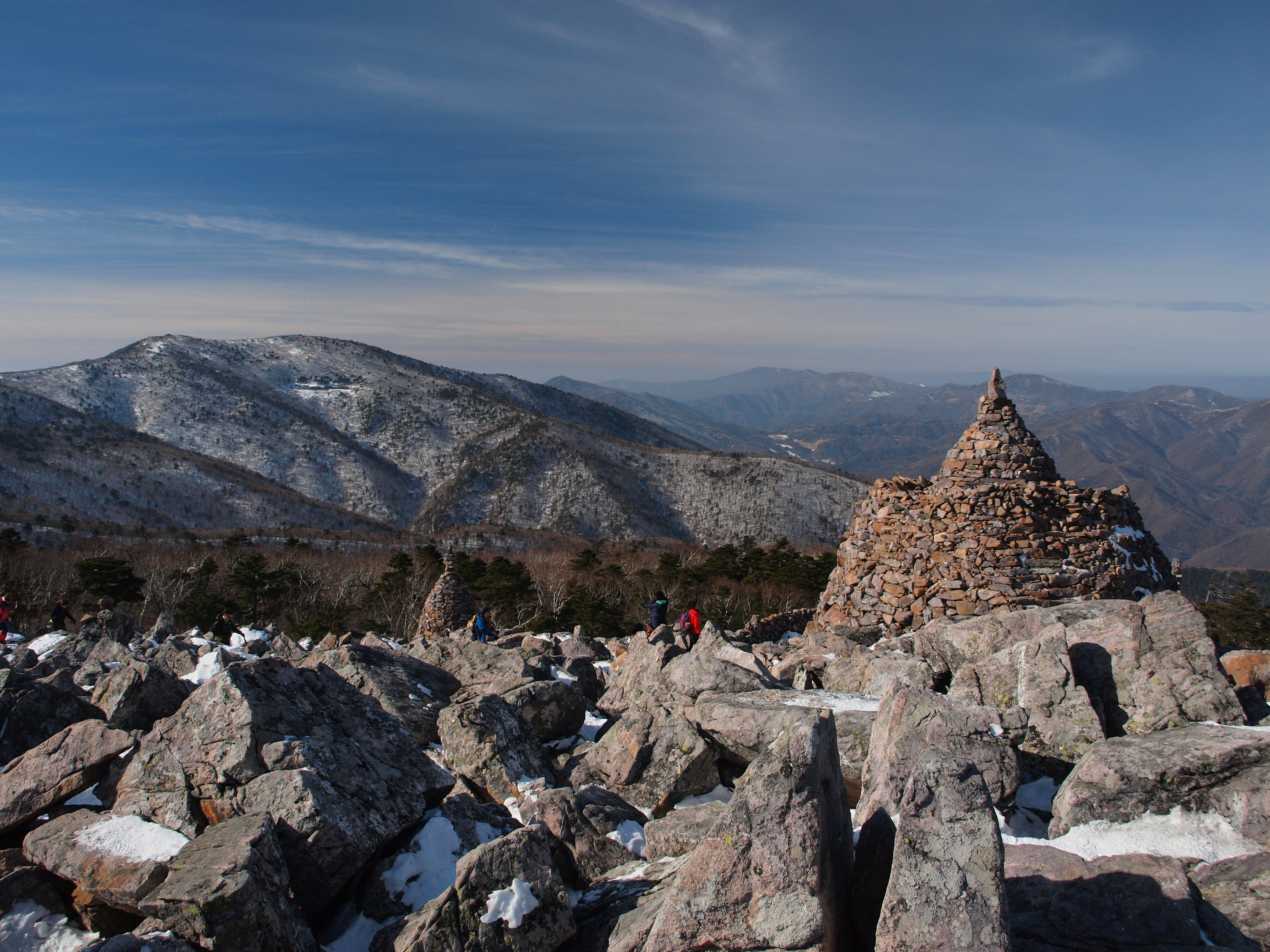
Le Mont Taebaeksan - Étape 3
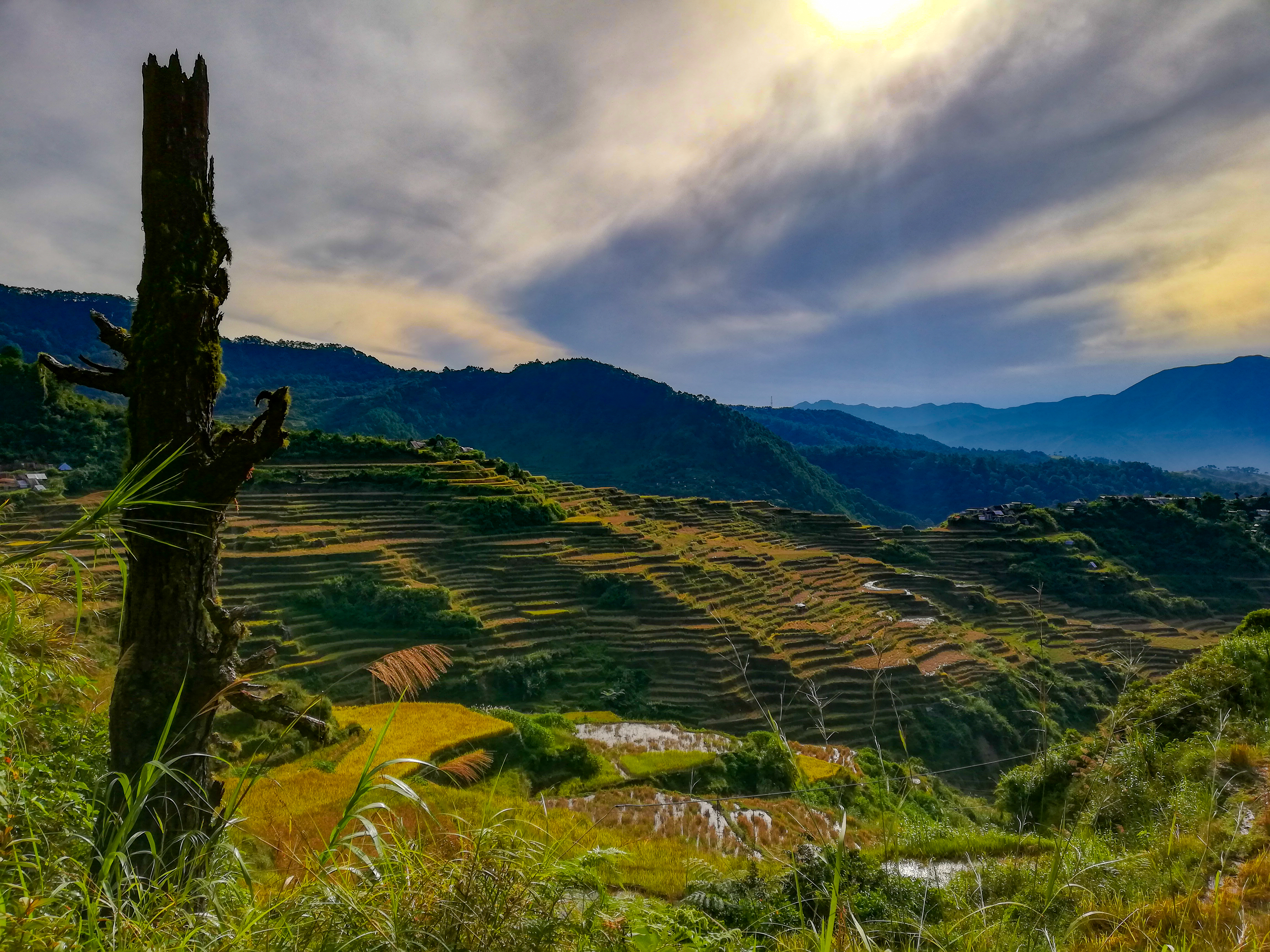
La Mountain Province - Étape 5
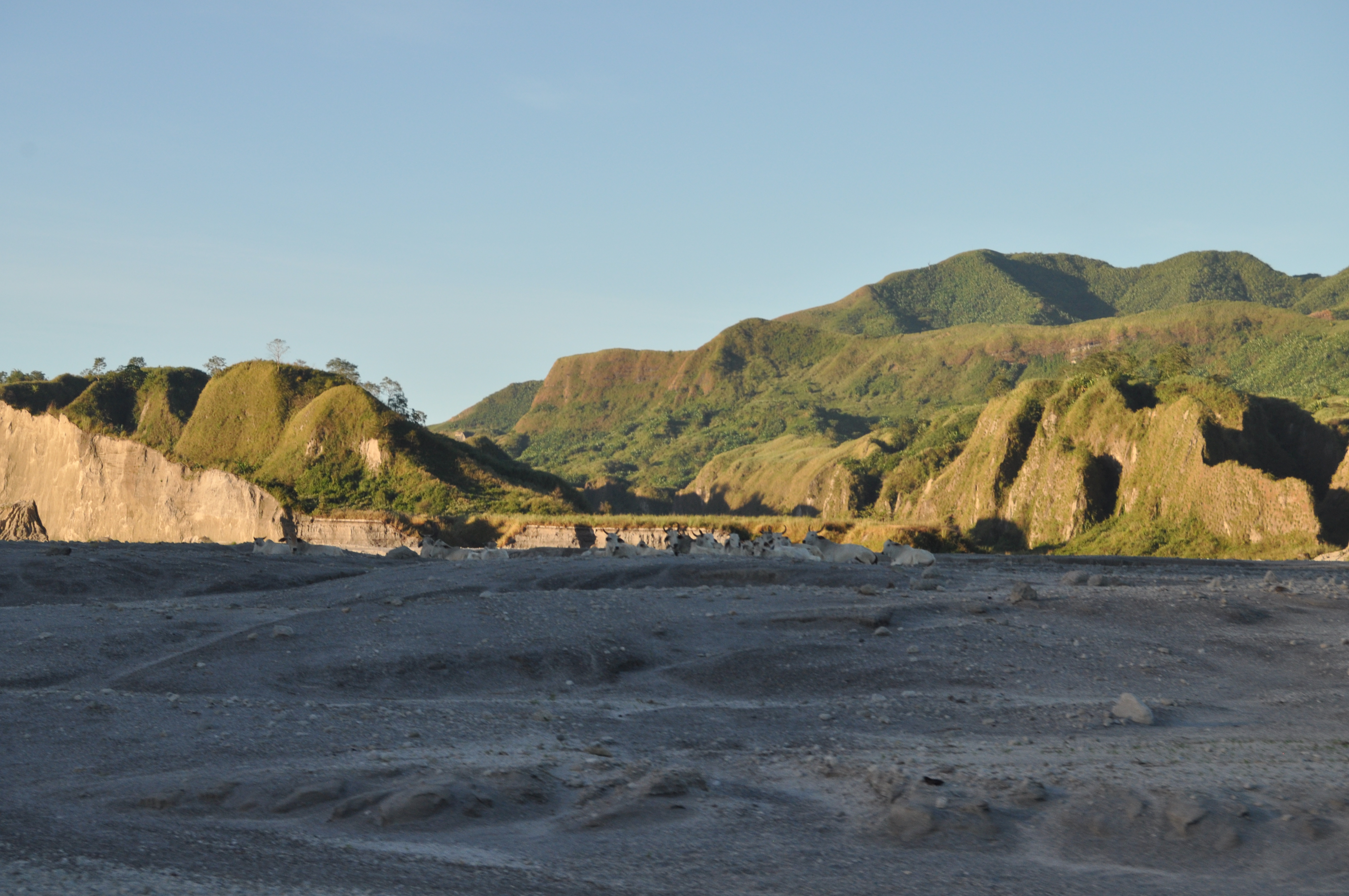
Le Volcan Pinatubo - Étape 6
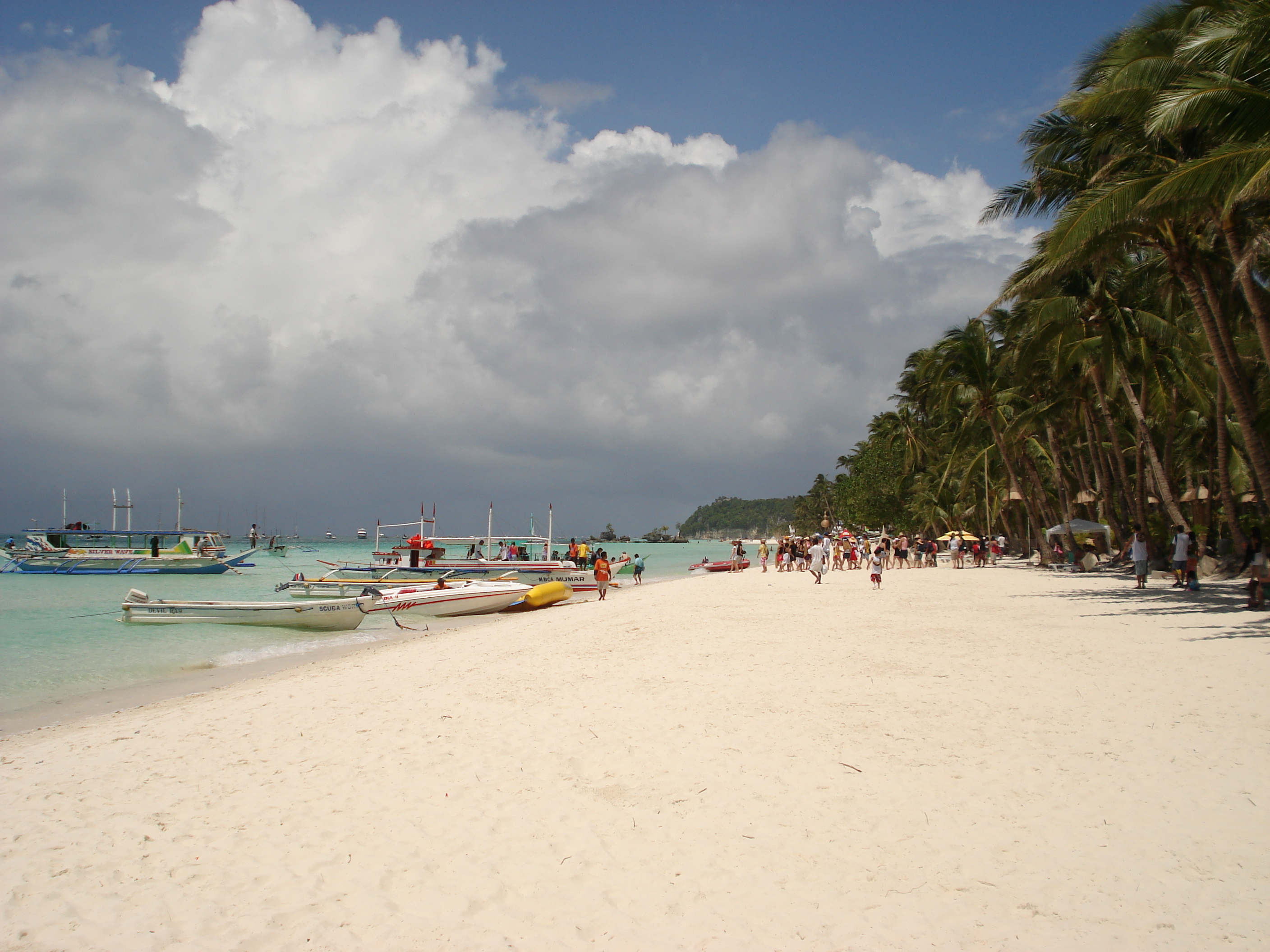
L'île de Boracay - Étape 7
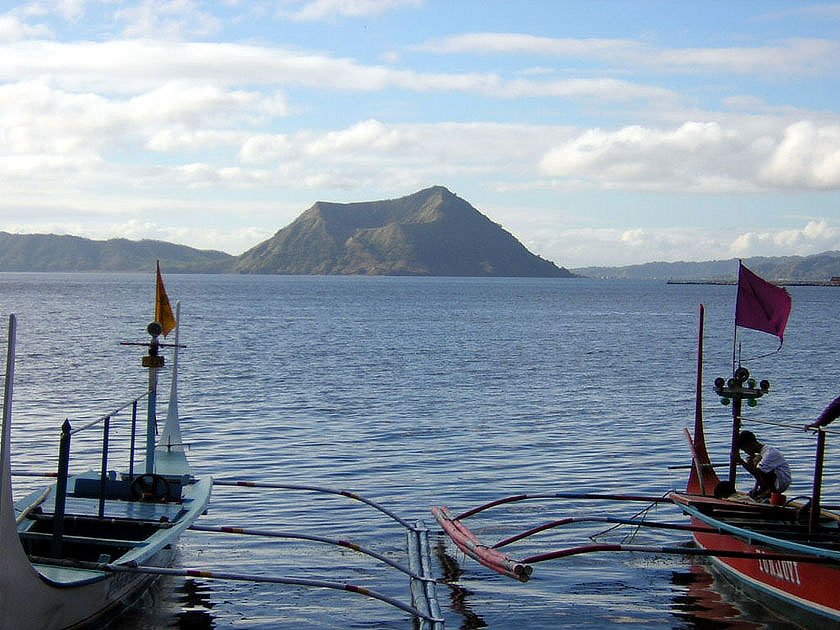
Le Lac Taal - Étape 8
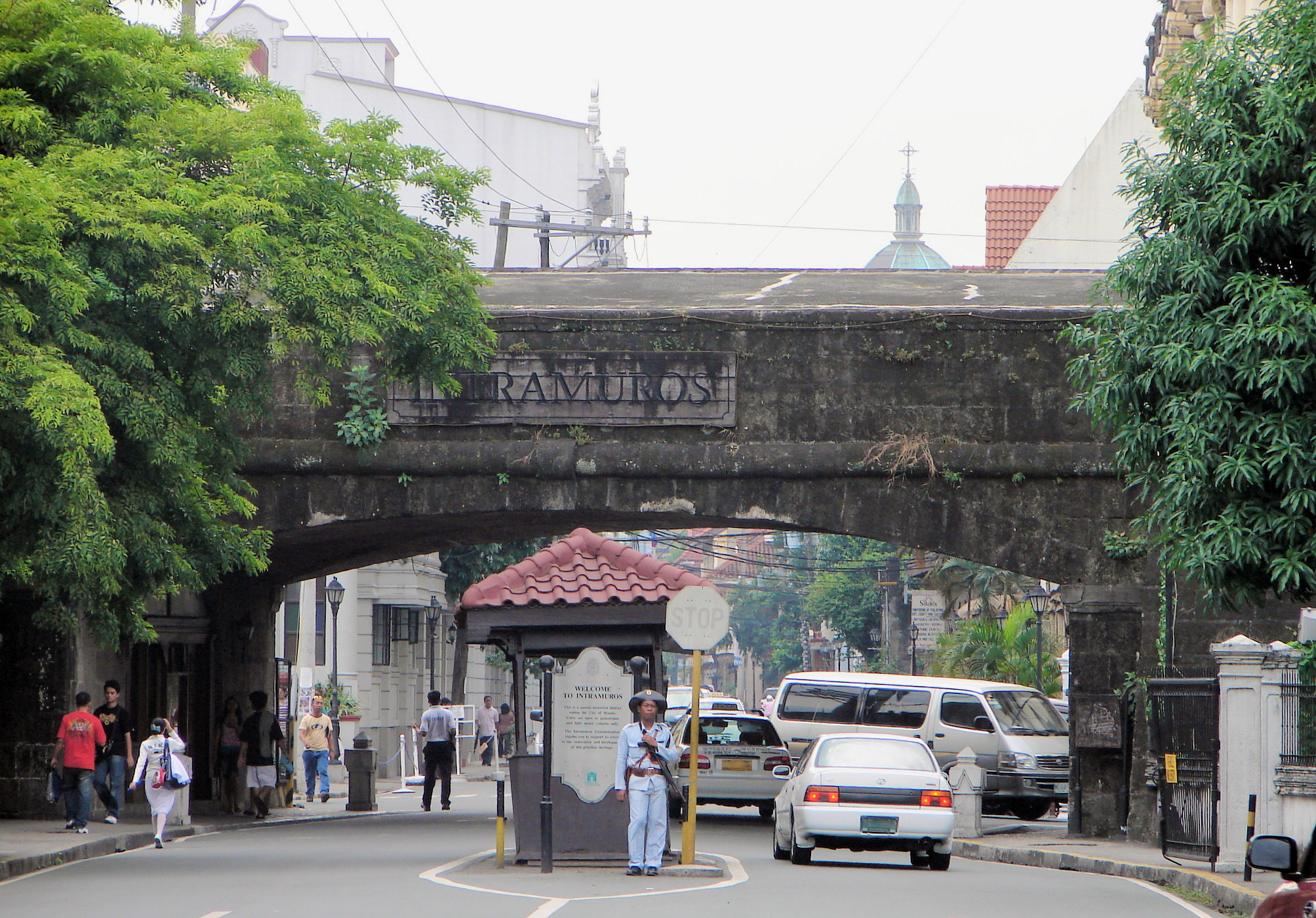
Le quartier Intramuros de Manille - Étape 8
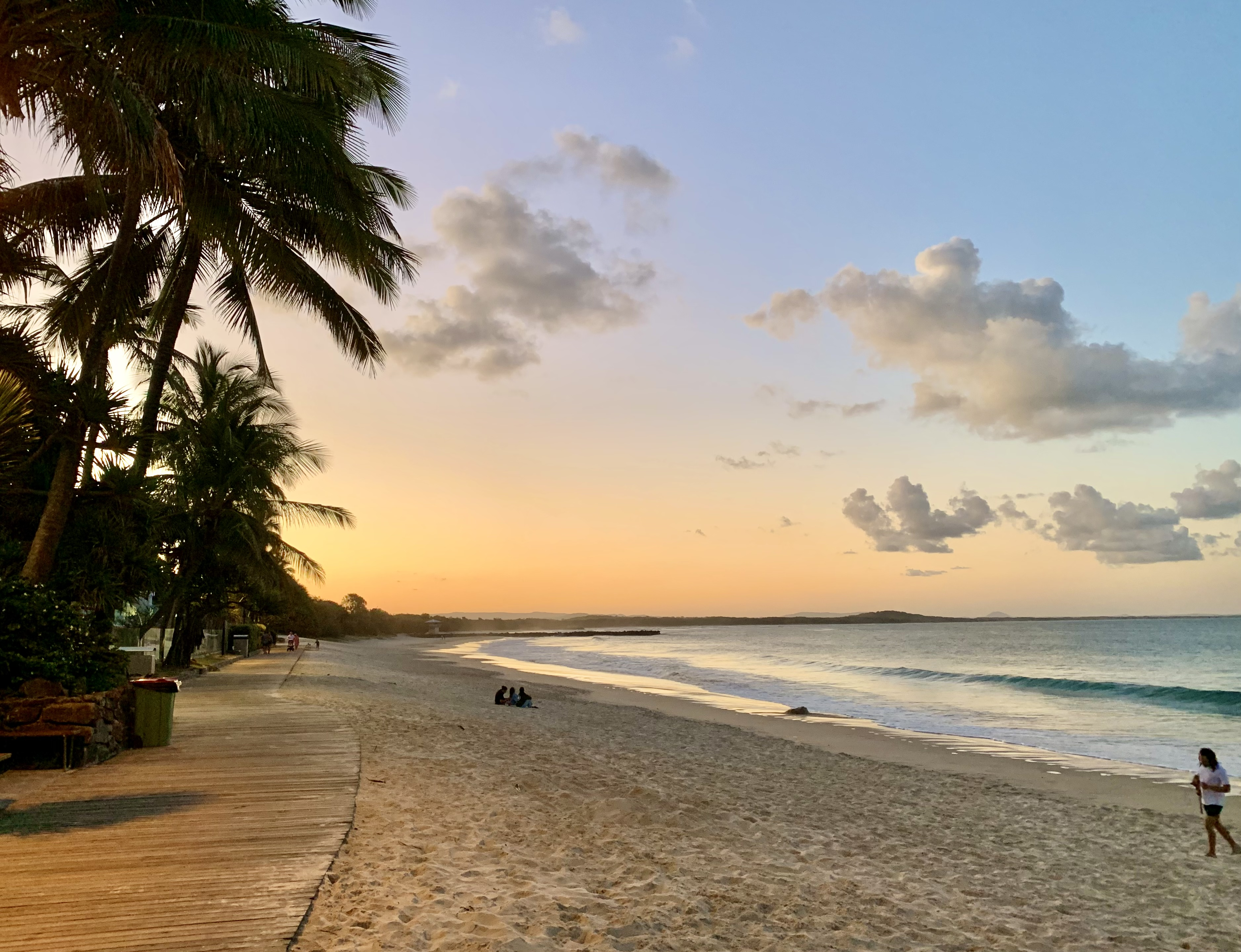
La plage de Noosa Beach - Étape 9
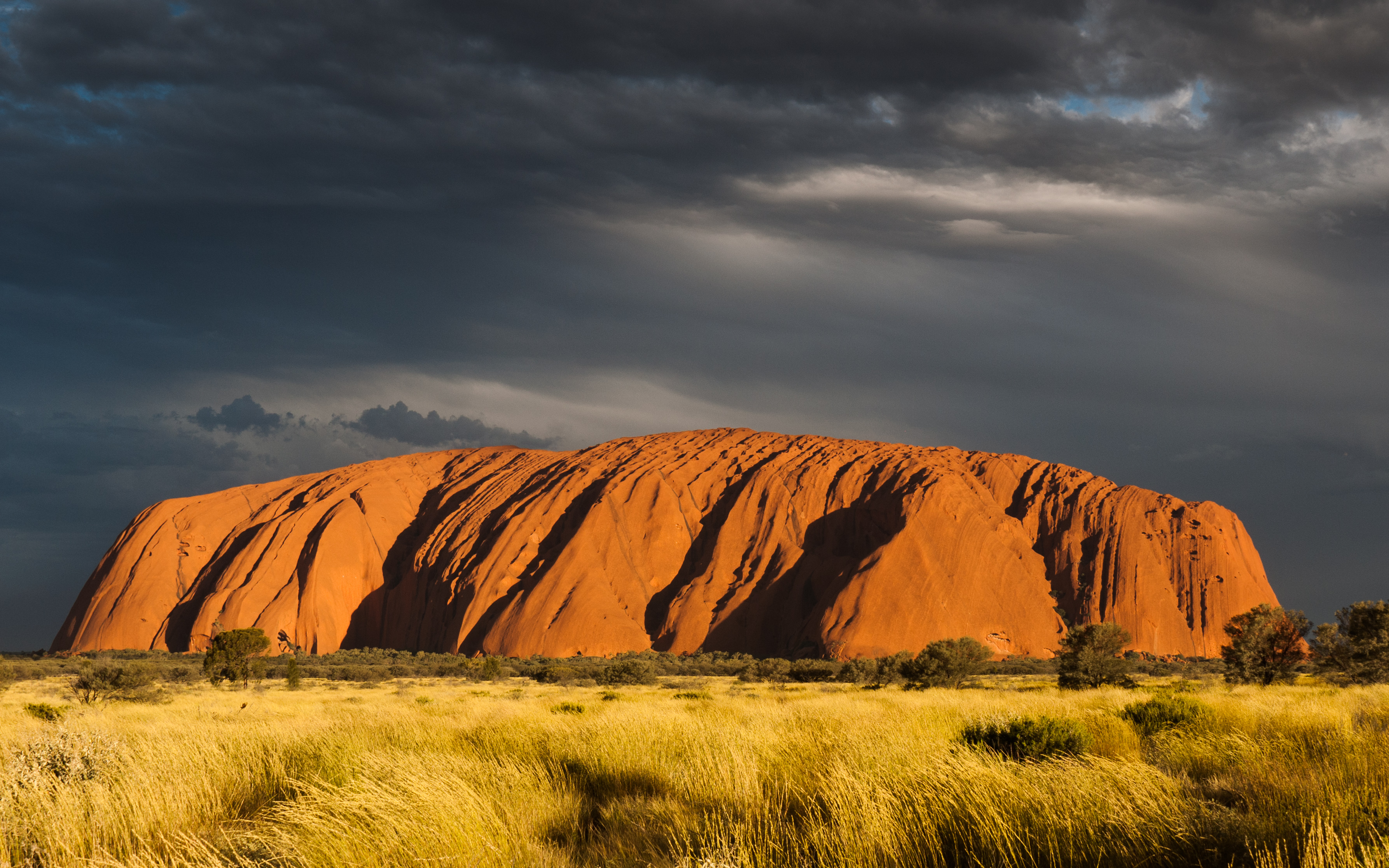
L'Uluru - Étape 9
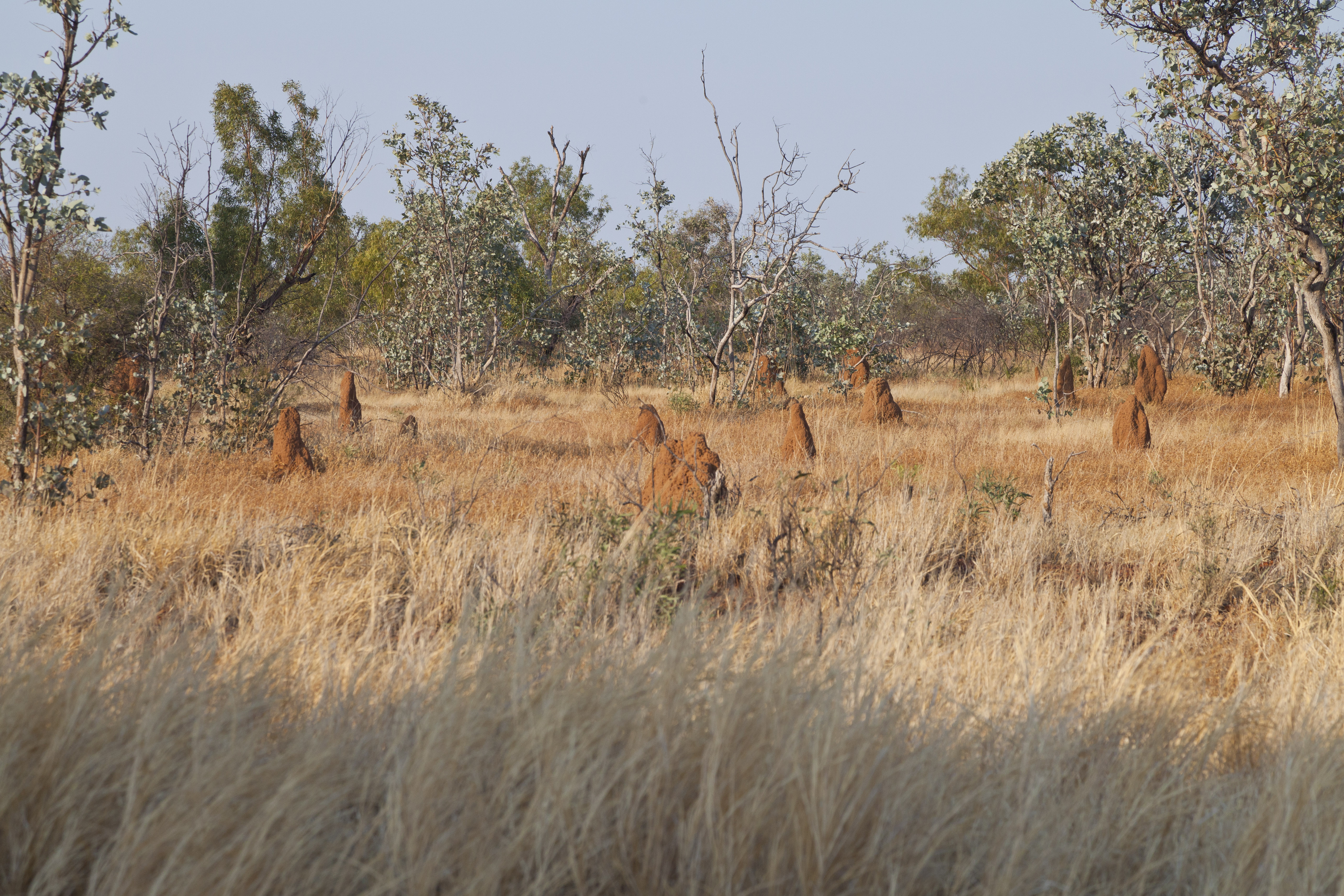
L'Outback - Étape 11
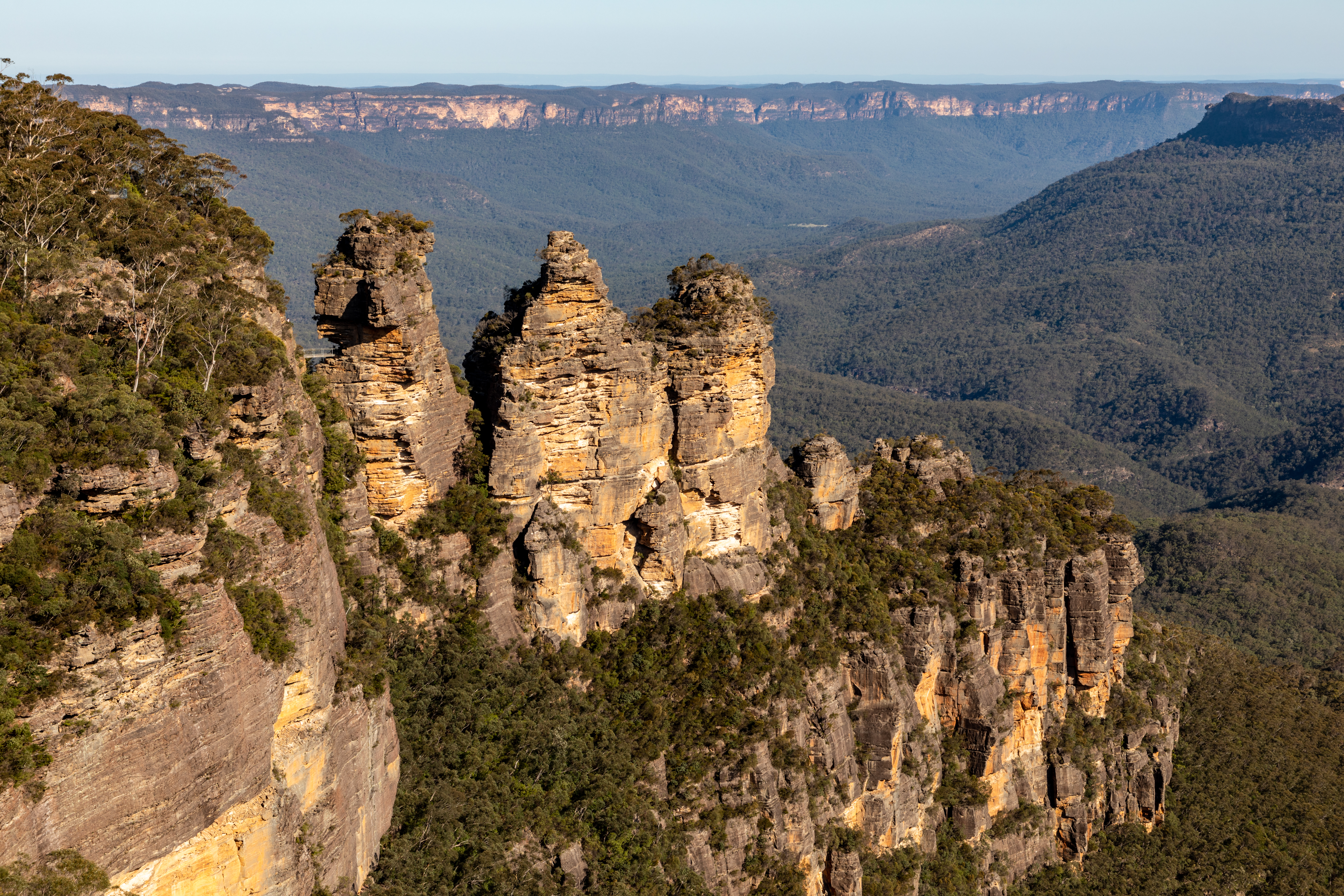
Les Blue Mountains - Étape 12
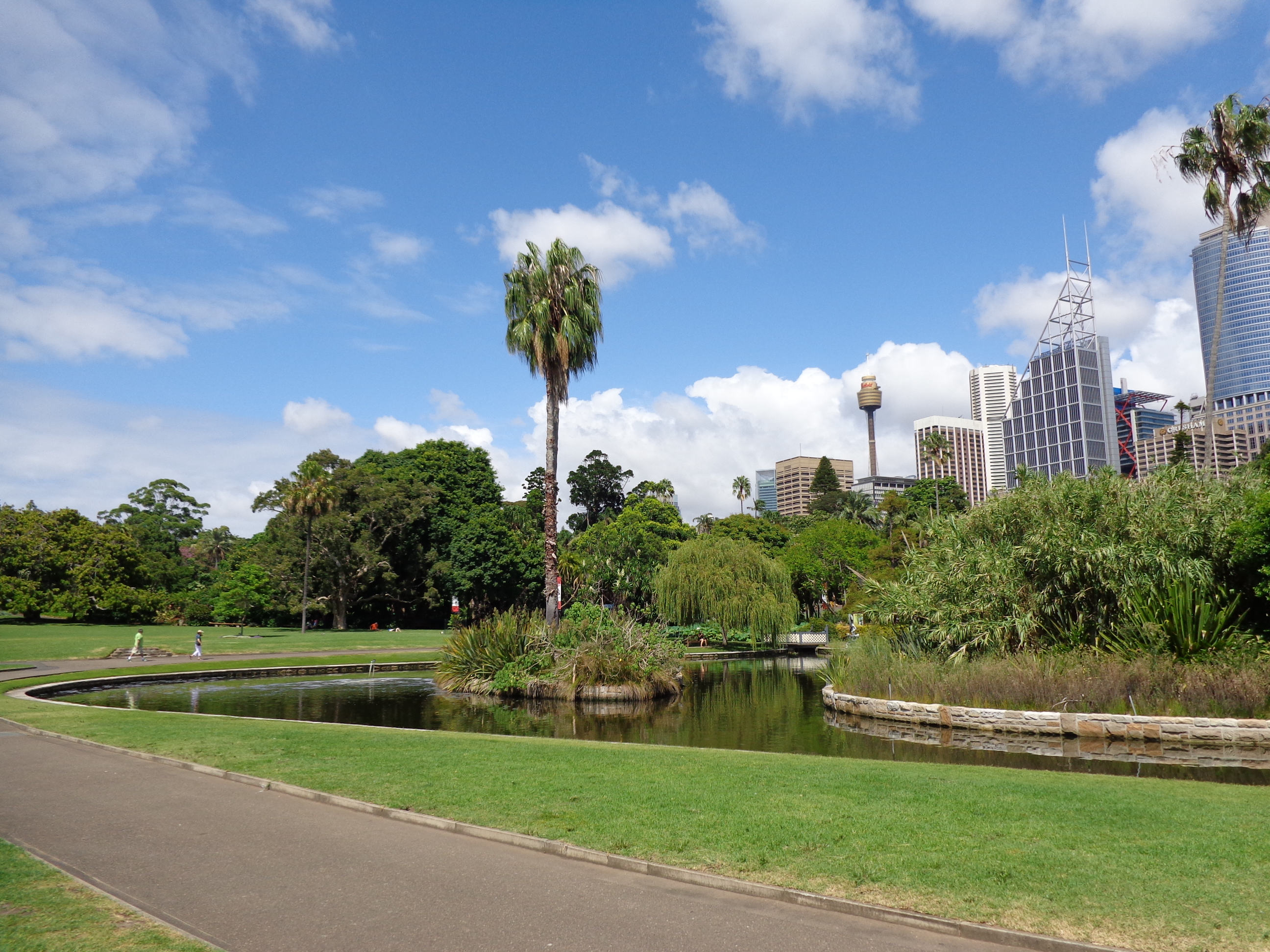
Le Royal Botanic Garden à Sydney - Étape 12

## Progression des équipes
|                            | Présentation des équipes                                                                             | Étapes                     | Étapes                  | Étapes                  | Étapes                  | Étapes                  | Étapes                  | Étapes                 | Étapes                 | Étapes                 | Étapes                 | Étapes                 | Étapes                 | Étapes                 | Étapes                 | Étapes                 | Étapes | Étapes |
| 1                          | Présentation des équipes                                                                             | 2                          | 3                       | 4                       | 5                       | 6                       | 7                       | 8                      | 9                      | 10                     | 11                     | 11                     | 11                     | 12                     | 12                     | 12                     | 12     |        |
| -------------------------- | --- | -------------------------- | ----------------------- | ----------------------- | ----------------------- | ----------------------- | ----------------------- | ---------------------- | ---------------------- | ---------------------- | ---------------------- | ---------------------- | ---------------------- | ---------------------- | ---------------------- | ---------------------- | ------ | ------ |
| Drapeau de la Corée du Sud | Drapeau de la Corée du Sud                                                                           | Drapeau de la Corée du Sud | Drapeau des Philippines | Drapeau des Philippines | Drapeau des Philippines | Drapeau des Philippines | Drapeau des Philippines | Drapeau de l'Australie | Drapeau de l'Australie | Drapeau de l'Australie | Drapeau de l'Australie | Drapeau de l'Australie | Drapeau de l'Australie | Drapeau de l'Australie | Drapeau de l'Australie | Drapeau de l'Australie |        |        |
| 1°                         | Ludovic et Samuel Les frères survoltés 30 ans - 32 ans Finalistes de la Saison 7                     | 2e                         | -                       | 6e                      | 3e                      | 1er                     | 4e                      | 1er                    | 2e                     | -                      | 1er                    | 1er                    | 1er                    | 1er                    | 1er                    | 1er                    | 1er    | 1er    |
| 1°                         | Ludovic et Samuel Les frères survoltés 30 ans - 32 ans Finalistes de la Saison 7                     |                            |                         |                         | NE                      |                         |                         |                        |                        |                        |                        |                        |                        |                        |                        |                        |        |        |
| 2°                         | Marcelle et Nicole Les hôtesses de l'air Corses 32 ans - 45 ans Demi-finalistes de la Saison 4       | 3e                         | 3e                      | 1er                     | 1er                     | 7e                      |                         | -                      | 3e                     | 1er                    | 2e                     | 2e                     | 2e                     | 2e                     | 2e                     | 2e                     | 2e     | 2e     |
| 2°                         | Marcelle et Nicole Les hôtesses de l'air Corses 32 ans - 45 ans Demi-finalistes de la Saison 4       |                            |                         | E                       |                         |                         |                         |                        |                        |                        |                        |                        |                        |                        |                        |                        |        |        |
| 3°                         | Frédéric et Jessica Les ex-fiancés 42 ans - 29 ans Demi-finalistes de la Saison 5                    | 1er                        | 2e                      | 3e                      | 5e                      | 5e                      | 2e                      | 4e                     | 4e                     | 3e                     | 3e                     | 3e                     | 3e                     | 3e                     |                        |                        |        |        |
| 3°                         | Frédéric et Jessica Les ex-fiancés 42 ans - 29 ans Demi-finalistes de la Saison 5                    |                            |                         |                         |                         |                         |                         |                        |                        | NE                     |                        | E                      | NE                     | NE                     |                        |                        |        |        |
| 4°                         | Jean-Pierre et François Les bourgeois décalés 44 ans - 39 ans Gagnants de la Saison 7                | 6e                         | 1er                     | 7e                      | 2e                      | 3e                      | 1er                     | 5e                     | 1er                    | 2e                     | 4e                     |                        |                        |                        |                        |                        |        |        |
| 4°                         | Jean-Pierre et François Les bourgeois décalés 44 ans - 39 ans Gagnants de la Saison 7                |                            |                         |                         |                         |                         |                         |                        | E                      |                        |                        |                        |                        |                        |                        |                        |        |        |
| 5°                         | Cécilia et Joël Le binôme inédit 34 ans - 41 ans Gagnante et demi-finaliste des Saison 5 et Saison 3 | 5e                         | 6e                      | 5e                      | 4e                      | 4e                      | 3e                      | 2e                     | 5e                     |                        |                        |                        |                        |                        |                        |                        |        |        |
| 5°                         | Cécilia et Joël Le binôme inédit 34 ans - 41 ans Gagnante et demi-finaliste des Saison 5 et Saison 3 |                            |                         |                         |                         |                         | E                       |                        |                        |                        |                        |                        |                        |                        |                        |                        |        |        |
| 6°                         | Gérard et Cédric Le père et le fils niçois 50 ans - 24 ans Gagnants de la Saison 3                   | 8e                         | 4e                      | 4e                      | 6e                      | 2e                      | 5e                      | 3e                     |                        |                        |                        |                        |                        |                        |                        |                        |        |        |
| 6°                         | Gérard et Cédric Le père et le fils niçois 50 ans - 24 ans Gagnants de la Saison 3                   | NE                         |                         |                         |                         |                         |                         | E                      |                        |                        |                        |                        |                        |                        |                        |                        |        |        |
| 7°                         | Damien et Noëlla Le drôle de couple 50 ans - 49 ans 1 étape lors de la Saison 7                      | 7e                         | 5e                      | 2e                      | 7e                      | 6e                      | 6e                      |                        |                        |                        |                        |                        |                        |                        |                        |                        |        |        |
| 7°                         | Damien et Noëlla Le drôle de couple 50 ans - 49 ans 1 étape lors de la Saison 7                      |                            |                         |                         | NE                      |                         | Abandon                 |                        |                        |                        |                        |                        |                        |                        |                        |                        |        |        |
| 8°                         | Morta et Loulou Le gendre et son beau-père 39 ans - 66 ans 5 étapes lors de la Saison 3              | 4e                         | 7e                      | 8e                      |                         |                         |                         |                        |                        |                        |                        |                        |                        |                        |                        |                        |        |        |
| 8°                         | Morta et Loulou Le gendre et son beau-père 39 ans - 66 ans 5 étapes lors de la Saison 3              |                            | NE                      | E                       |                         |                         |                         |                        |                        |                        |                        |                        |                        |                        |                        |                        |        |        |

Légende
- Un résultat en vert indique que l'équipe est immunisée.
- Un résultat en rouge indique que l'équipe est arrivée dernière.
- Ce logo  indique que l'équipe a fini la course avec le passager mystère.
- Ce logo  indique que l'équipe a fini la course avec le drapeau noir.
- Ce logo  indique que l'équipe a eu le drapeau rouge.
- Ce logo  indique que l'équipe a remporté une amulette de 7.000€. En version miniature , que l'équipe s'est vu remettre une amulette de 7.000€ à la suite du départ d'une équipe, ou a volé l'amulette d'une autre équipe dans le cadre de la finale.
- Ce logo  indique que l'équipe a remporté une extra-amulette de 10.000€. En version miniature , que l'équipe a volé l'extra-amulette d'une autre équipe dans le cadre de la finale.
- Ce logo  indique que l'équipe a remporté une amulette d'or de 14.000€.
- Les sigles E et NE indiquent le résultat de l'étape (Éliminatoire ou Non-Éliminatoire).
- L'inscription Abandon informe que l'équipe a décidé d'abandonner durant l'étape.

## Les règles du jeu

### Les règles traditionnelles
Les équipes doivent se rendre à la destination demandée, avec les moyens de transport de leur choix.

#### Le drapeau noir
Un drapeau noir est donné à une équipe qui doit tout faire pour s'en débarrasser en le donnant à une équipe concurrente. Pour s'en séparer, l'équipe qui l'a en sa possession, quelles que soient les conditions dans lesquelles elle le donne, qu'elle soit à bord d'un véhicule ou à pied, peut le donner à une autre équipe à pied ou à bord d'un véhicule. Cependant, elle ne peut pas le remettre à l'équipe qui le lui a transmis précédemment. L'équipe qui arrive avec ce drapeau à la fin de l'étape est rétrogradée d'une place au classement final.

#### L'enveloppe noire
À chaque début d'étape, l'équipe arrivée en 1re position lors de la précédente étape obtient une enveloppe qui annonce si l'étape actuelle est éliminatoire ou non. L'équipe doit la garder impérativement fermée et ne pas la perdre. Si l'étape est non-éliminatoire, l'équipe arrivée en dernière position écopera d'un handicap.

#### Le drapeau rouge
Le drapeau rouge donne à l'équipe qui le possède la possibilité de stopper autant de fois que désiré les équipes adverses pendant une durée de 15 minutes.

### Les nouvelles règles

#### Le passager mystère
Un handicap est attribué aux candidats qui sont arrivés derniers à l'étape précédente, si celle-ci n'était pas éliminatoire. Celui-ci peut être un objet, le plus souvent encombrant, ou une personne qui provient du pays où se déroule l'étape. Pour cette saison spéciale, les équipes seront parfois handicapées par la présence d'un animateur du groupe M6. Ceux-ci devront tout faire à la place du duo, le stop, la recherche d'hébergement et l'épreuve d'immunité. Si l'étape est éliminatoire c'est l'équipe éliminée qui choisit l'équipe qui accueillera le passager mystère pour l'étape suivante.

#### Les intouchables
La première équipe à l'arrivée de la première course est qualifiée d'« intouchable » et ne participe plus au reste de l'étape. Une deuxième course a alors lieu et les « intouchables » choisissent parmi les deux premières équipes laquelle ils qualifient et nomment « intouchable » à son tour. Les deux équipes qualifiées choisissent alors parmi les deux premières équipes de la course suivante, etc. Ceci se répétant pendant quatre courses.

## Audimat
| Épisode          | Jour et horaire de diffusion           | Téléspectateurs | Parts de marché sur les 4 ans et plus | Classement des audiences de la soirée | Référence |
| ---------------- | -------------------------------------- | --------------- | ------------------------------------- | ------------------------------------- | --------- |
| 1                | Mercredi 25 avril 2012 20:55 - 23:05   | 3 502 000       | 14,5 %                                | 3e                                    | [ 18 ]    |
| 2                | Mardi 1er mai 2012 20:50 - 22:55       | 3 363 000       | 12,9 %                                | 3e                                    | [ 19 ]    |
| 3                | Mercredi 9 mai 2012 20:50 - 22:55      | 3 558 000       | 14,3 %                                | 3e                                    | [ 20 ]    |
| 4                | Mercredi 16 mai 2012 20:50 - 22:55     | 3 352 000       | 14,7 %                                | 2e                                    | [ 21 ]    |
| 5                | Mercredi 23 mai 2012 20:50 - 22:55     | 3 242 000       | 14,2 %                                | 3e                                    | [ 22 ]    |
| 6                | Mercredi 30 mai 2012 20:50 - 22:55     | 3 349 000       | 14,5 %                                | 3e                                    | [ 23 ]    |
| 7                | Mercredi 6 juin 2012 20:50 - 22:55     | 3 402 000       | 14,9 %                                | 2e                                    | [ 24 ]    |
| 8                | Mercredi 13 juin 2012 20:50 - 22:55    | 3 158 000       | 13,8 %                                | 2e                                    | [ 25 ]    |
| 9                | Mercredi 20 juin 2012 20:50 - 22:55    | 3 499 000       | 14,9 %                                | 2e                                    | [ 26 ]    |
| 10               | Jeudi 28 juin 2012 20:50 - 22:55       | 2 816 000       | 12,1 %                                | 2e                                    | [ 27 ]    |
| 11 - Demi-finale | Mercredi 4 juillet 2012 20:50 - 22:55  | 3 385 000       | 15,3 %                                | 2e                                    | [ 28 ]    |
| 12 - Finale      | Mercredi 11 juillet 2012 20:50 - 22:55 | 3 658 000       | 17 %                                  | 2e                                    | [ 29 ]    |

Légende :
En fond vert = Les plus hauts chiffres d'audiences
En fond rouge = Les plus bas chiffres d'audiences